# Distrikt San Juan Bautista (Maynas)
Der Distrikt San Juan Bautista ist ein Distrikt in der Provinz Maynas der Region Loreto in Nordost-Peru. Der am 5. November 1999 gegründete Distrikt bildet einen Stadtteil von Iquitos im peruanischen Amazonasgebiet. Der Distrikt hat eine Fläche von 3117,05 km². Beim Zensus 2017 lag die Einwohnerzahl bei 127.005, 10 Jahre zuvor bei 102.076. Verwaltungssitz ist San Juan.

## Geographische Lage
Der Distrikt San Juan Bautista liegt im Südwesten der Provinz Maynas. Er erstreckt sich nördlich des Río Marañón und des Amazonas und reicht im Osten bis an die Vororte von Iquitos.

## Bürgermeister
Bei der Bürgermeisterwahl für die Periode 2019–2022 wurde José Martín Arévalo Pinedo gewählt. Ende 2019 wurde dieser aufgrund rechtlicher Gründe vom Amt suspendiert. Sein Stellvertreter, Ángel Enrique López Rojas, übernahm daraufhin das Amt.